# Catamecia arabica
Catamecia arabica är en fjärilsart som beskrevs av Edward P. Wiltshire 1949. Catamecia arabica ingår i släktet Catamecia och familjen nattflyn. Inga underarter finns listade i Catalogue of Life.